# Jack Doohan
Jack Doohan (født 20. januar 2003) er en australsk racerkører, som er reservekører for Formel 1-holdet Alpine.

## Formel 1-karriere

### Alpine

#### Reservekører og debut
Doohan havde oprindeligt været medlem af Red Bull Junior Team, men skiftede i 2022 til Alpines akademi. Han blev ved 2023 sæsonen gjort til holdets reservekører.
Det blev i august 2024 annonceret, at Doohan ville erstatte Esteban Ocon hos Alpine i 2025 sæsonen. Han endte dog med at få en tidlig debut, da han erstattede Ocon ved 2024 sæsonens sidste løb i Abu Dhabi, eftersom dette tillod Ocon at kører test for sit nye hold Haas med det samme. Doohan sluttede på 15. pladsen i sin debut.

#### 2025
Doohans første ræs i 2025 sæsonen var på hjemmebane i Australien, men det var ingen succes, da han kørte galt på den første omgang. Han kørte i de første seks ræs i sæsonen, uden at score point, før han blev skiftet ud med Franco Colapinto. Doohan indtog som resultat igen rollen som reservekører.

## Privat
Jack Doohan er søn af den femdobbelte verdensmester i motorcykel grand prix Mick Doohan.